# Pierre-Jakez Hélias
Pour les articles homonymes, voir Hélias.
Pierre Jacques Hélias, dit Pierre-Jakez Hélias (en breton : Pêr-Jakez Heliaz), né le 17 février 1914 à Pouldreuzic et mort le 13 août 1995 à Quimper, est un journaliste français, homme de lettres et folkloriste de langues bretonne et française.
Il est particulièrement connu pour son livre Le Cheval d'orgueil, adapté au cinéma par Claude Chabrol en 1980.

## Biographie

### Famille et enfance

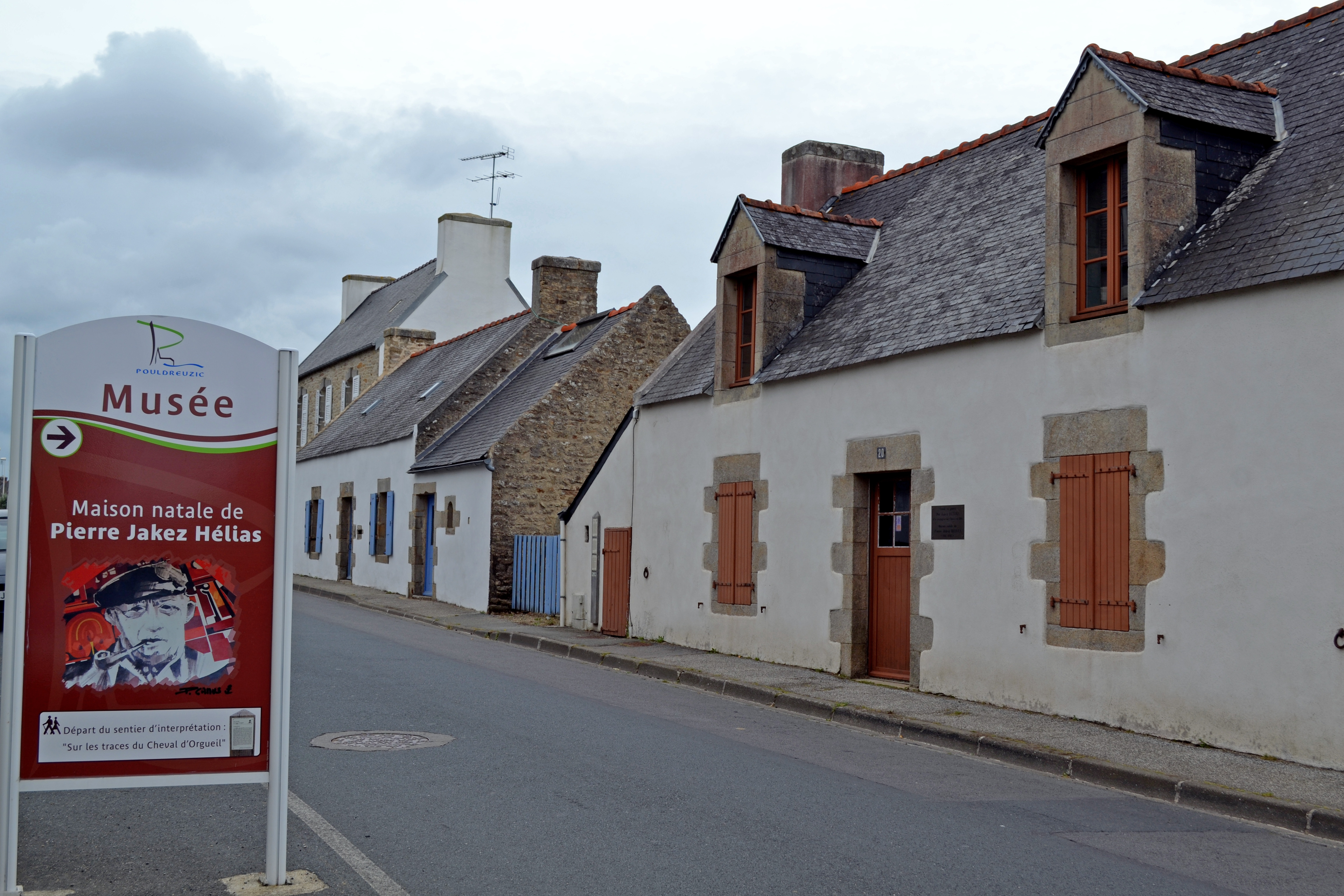
Maison natale, devenue musée, à Pouldreuzic.

Pierre-Jakez Hélias est issu d’une famille de paysans pauvres du pays Bigouden. Après leur mariage, son père, Pierre Alain Hélias, de Plozévet, et sa mère, Marie Jeanne Le Goff, de Landudec, s'installent à Pouldreuzic, dans la maison du grand-père maternel, Alain Le Goff (mort en 1934), cantonnier, qui joue un rôle important dans l'éducation de son petit-fils. Son autre grand-père, Alain Hélias (mort en 1931), sabotier, est moins présent, mais a aussi une influence car il est un « conteur merveilleux » ; à quinze ans, Pierre-Jakez transcrit (en breton) plusieurs de ces contes.
Pierre-Jakez passe son enfance dans un milieu bretonnant : le français, langue de l’école et de l’état civil, n’est pas utilisé dans la vie courante. Il ne commence à l’apprendre qu'en entrant à l'école primaire (publique) ; sans renier sa langue maternelle, il se prend d'affection pour cette nouvelle langue. Dans sa famille, le français est tout de même connu de ses grands-pères (Alain Le Goff a fait son service militaire à Kairouan) et de ses parents : son père a fait son service militaire (à Vannes, au 35° d'artillerie), puis la guerre pendant quatre ans ; sa mère le connaît assez pour écrire des lettres en français. Il a aussi des oncles qui vivent à Rennes et à Paris (Pierre-Jakez fait un séjour à Paris chez l'un d'eux en 1926, et un autre en 1929), dont certains mariés à des non bretonnantes.
Avant son mariage, Pierre Alain Hélias était un « grand valet » (mevel braz), un second d'exploitation en fait ; après la guerre, durant laquelle il a appris à conduire les poids lourds, il devient bûcheron et conducteur à la scierie du village, plus ou moins contremaître de l'entreprise . Sur le plan politique, il fait partie du clan des « rouges », c'est-à-dire des républicains radicaux qui soutiennent le député Albert Le Bail. Cela n'empêche pas Pierre-Jakez de recevoir l'instruction religieuse habituelle.

### Formation
Il a d'excellents résultats scolaires et, en 1925, est reçu au concours des bourses de lycée : il part faire ses études secondaires comme interne au lycée La Tour d'Auvergne de Quimper. En cinquième, vu ses résultats, il est réorienté de section moderne en section classique, mais dispensé de grec. Il passe le baccalauréat (philosophie) en 1932.
Après le baccalauréat, il envisage d'entrer dans la vie active, mais à l'instigation d'un professeur, il part en classe préparatoire à l'ENS (Première supérieure) au lycée de Rennes, où il a pour condisciples Paul Ricœur et Pierre Hervé. Il choisit de faire lettres classiques et commence donc l'étude du grec ; c'est aussi à cette époque qu'il prend contact avec Pierre Le Roux, titulaire de la chaire de Celtique à Rennes et François Vallée, auteur d'un dictionnaire breton-français.
N'ayant pas envisagé d'accéder à l'ENS[réf. nécessaire] , il poursuit ses études supérieures à la faculté des lettres de l'université de Rennes, tout en étant surveillant d'internat, à partir de novembre 1934, d'abord au lycée de Pontivy, puis de Quimper (février 1935), puis de Saint-Brieuc (décembre 1935). Durant cette période, il rencontre notamment Max Jacob à Quimper et Louis Guilloux à Saint-Brieuc. Il retrouve Rennes en 1936 et obtient sa licence, puis il rédige un mémoire pour un diplôme supérieur (1938). Parallèlement à ses études, il est président de la Corporation des étudiants en Lettres et a une action syndicale en direction des surveillants d'internat, rédigeant une feuille d'information L'Avant-garde universitaire ; il s'intéresse aussi au théâtre. En août 1937, par l'intermédiaire d'Albert Le Bail, il rencontre Jean Zay  venu inaugurer un monument à Plozévet ; par la suite, Jean Zay le recommande à Léo Lagrange comme auteur de textes pour les Auberges de Jeunesse. Pierre-Jakez collabore un moment à la revue Viens avec nous et dirige des auberges (à Paramé, puis en forêt de Brocéliande).

### Carrière
Après son diplôme obtenu à la faculté de lettres de Rennes, il entre dans l'enseignement à la rentrée 1938.
En 1939, il est mobilisé, fait ses classes à Vannes, puis est envoyé à l'école des officiers d'artillerie à Fontainebleau ; en juin 1940, l'école est évacuée avant l'arrivée des Allemands et il est démobilisé en Haute-Vienne, puis rentre à Rennes. Durant la guerre, il est professeur à Rennes, puis à Fougères, où il participe à la résistance. Durant cette période, il a l'occasion de rencontrer Jean Vilar et Jean Guéhenno. Après la Libération, il est rédacteur en chef du journal du MLN (Mouvement de libération nationale), Vent d'Ouest, dont le directeur est Pierre Héger.
De 1946[réf. nécessaire] à sa retraite en 1975, il est professeur de lettres à l'École normale de Quimper ; en 1974, il obtient l'agrégation de Lettres modernes au tour extérieur, sans passer les épreuves. Dans les années 1970, il est aussi chargé de cours de celtique à l'université de Bretagne-Occidentale.
Au sein de la Ligue de l'enseignement, il est membre de la commission Théâtre de 1946 à 1954, se trouvant alors très proche du Théâtre national populaire et de Jean Vilar ; en 1954, il devient membre de la Commission Folklore, succédant à Paul Delarue et avant Robert Lafont, participant à des actions en France, mais aussi en Afrique (stage de 1958 à Abidjan ). Une conséquence de ce stage est une maladie qui le met en congé pour une longue période .

### Action pour la culture bretonne

#### Les émissions de radio (1946-1960)
En 1946, il est chargé, avec Pierre Trépos, de relancer les émissions de radio en langue bretonne, mission qu'il assumera jusqu'en 1960 à raison d'une émission par semaine (de seulement une demi-heure), écrivant des sketches et des pièces de théâtre. La première a lieu le 21 décembre 1946. Lui et Pierre Trépos créent rapidement deux personnages récurrents, Jakez et Gwilhou. Au bout d'un an, il obtient les moyens de faire des reportages, ce qui lui permet d'accumuler un matériel ethnographique important. Un peu plus tard, il prolonge l'émission de radio en participant à des rencontres avec les auditeurs.

#### Le festival de Cornouaille
Cofondateur du festival de Cornouaille en 1948, il en est longtemps[réf. nécessaire] le conseiller et l'animateur. Pour le festival, il est amené à écrire plusieurs pièces de théâtre, ainsi que des manifestes à l'occasion de certaines difficultés.

#### Activités associatives
Membre des associations Ar Falz et Emgleo Breiz, il se tient à l'écart des mouvements nationalistes bretons et vit avec pragmatisme sa double appartenance culturelle, enseignant le français et écrivant dans les deux langues. Il fut membre du comité d'honneur de la Maison internationale des poètes et des écrivains de Saint-Malo.

#### Chroniques
Durant son congé de maladie, il est sollicité par Ouest-France pour tenir une chronique hebdomadaire, d'abord dans l'hebdomadaire La Bretagne à Paris, puis dans le quotidien. Il s'agit d'une chronique bilingue (français-breton), pour laquelle il utilise le matériel accumulé lors des reportages radiophoniques, et dont il fera la matière de ses premiers grands livres. Il est possible de consulter en ligne, sur la bibliothèque numérique du Centre de recherche bretonne et celtique, les manuscrits de plusieurs de ces chroniques ayant servi à la rédaction du premier chapitre « Comme père et mère » du Cheval d’orgueil.

#### Livres
Le Cheval d'orgueil est écrit à la demande de Jean Malaurie et publié en 1975 dans la collection Terre humaine : ce récit de son enfance lui vaut une célébrité nationale, ainsi que des critiques virulentes des nationalistes, dont Xavier Grall dans Le Cheval couché ou, bien plus tard, de Jean Rohou dans Fils de ploucs. En 1977, il publie Les Autres et les miens, recueil de contes, puis des romans en français. Sa poésie en breton, dont il effectuait presque toujours une traduction française est d'une grande qualité (Maner kuz – Manoir secret, 1964 ; Ar Mên du – La Pierre noire, 1974 ; An Tremen-buhez – Le Passe-vie, 1979 ; Amsked, Pobl an noz – Clair-obscur, Le Peuple de la nuit, 1990). En 1971, il participe aux premières émissions de télévision en breton Breizh o veva (« Bretagne vivante »).
Durant les années 1980, il participe à la rédaction de nombreux ouvrages de référence éditées au sein des Éditions Jos Le Doaré de Châteaulin. Il a notamment rédigé un livre avec sur les « Coiffes et costumes de Bretagne » ou encore sur « La Bretagne aux légendes » et « les contes Bretons du Pays Bigouden ». L’ensemble de ses écrits sont illustrés par différentes photographies de la famille Jos Le Doaré.
En 1990, il prolonge Le Cheval d'orgueil par Le Quêteur de mémoire qui concerne sa vie d'adulte et évoque à partir de là les problèmes de la culture bretonne.
En 1991, il est décoré de l'ordre de l'Hermine.
En 2025, à l'occasion du cinquantième anniversaire de sa parution, les éditions Plon rééditent Le Cheval d'orgueil, enrichi d'une longue préface de l'historien Joël Cornette.

### Mort
Pierre-Jakez Hélias meurt le 13 août 1995 à Quimper. Il est crématisé et ses cendres sont dispersées en baie d'Audierne.

## Hommages
Son nom a été donné :

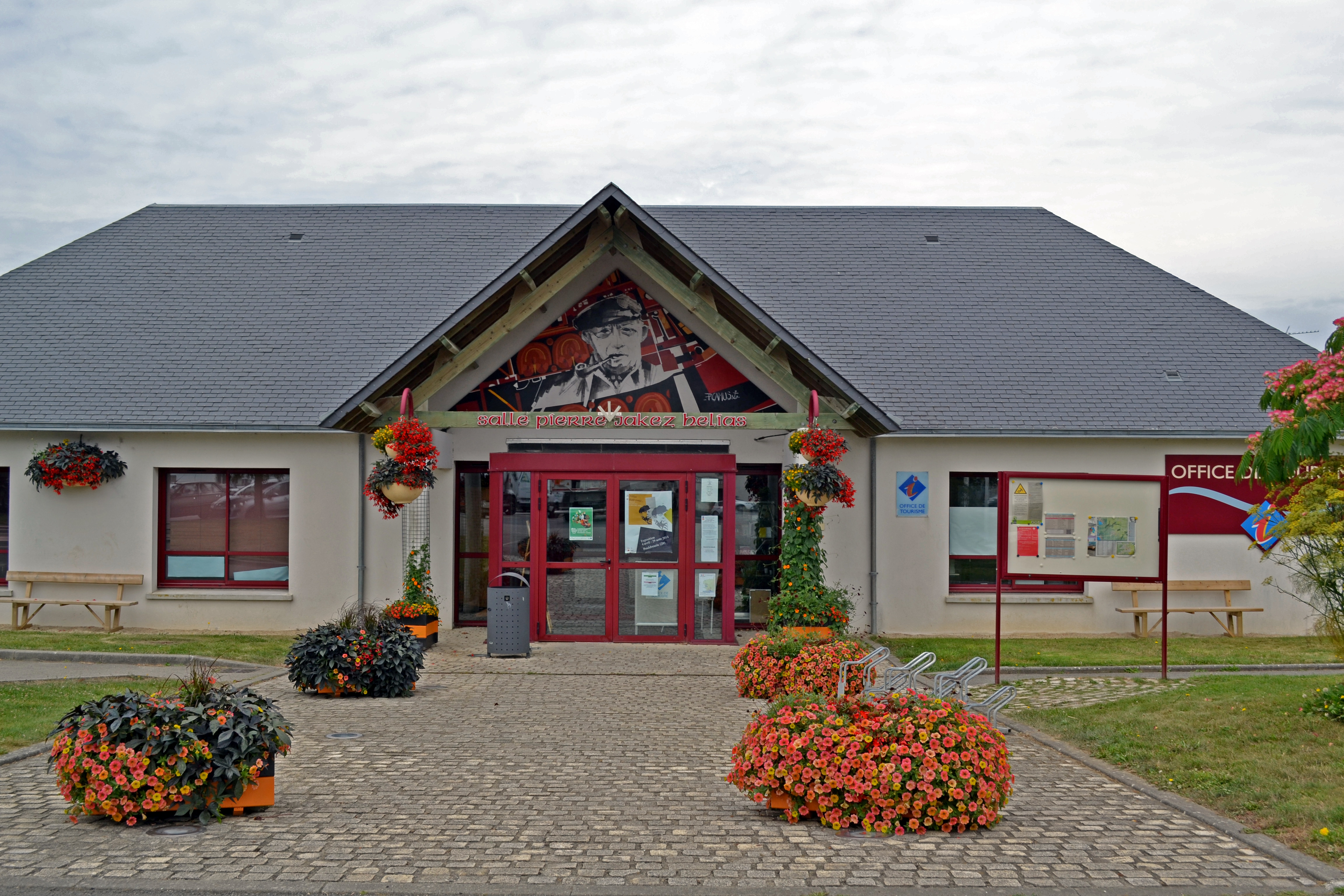
Salle polyvalente de Pouldreuzic.

- à des écoles primaires à Pouldreuzic, La Mézière, Cléder, Mellac, Saint-Malo, Pleyben et Belz ;
- au collège public de Merdrignac ;
- au pôle universitaire de l'université de Bretagne occidentale à Quimper ;
- à la médiathèque de Landerneau ;
- à la bibliothèque de La Gouesnière ;
- à la salle polyvalente de Pouldreuzic ;
- à une place à Ergué-Gabéric ;
- à un square à Quimper, en juillet 2017. Une plaque de bronze à son effigie, conçue par le sculpteur Pierre Toulhoat, y a été apposée[32] ;
- à des rues à Guipavas, Lannilis, Cleguer, Hennebont, Ploufragan, Combrit, Rennes, Plounéventer, Assérac, Lanhouarneau, Pencran, Saint-Brieuc .

En 1979, dans son recueil intitulé Petite Navigation celtique, qu'il a préfacé, la poétesse Jeanne Bluteau lui dédie le poème Chaussons et sabots.

## Son œuvre

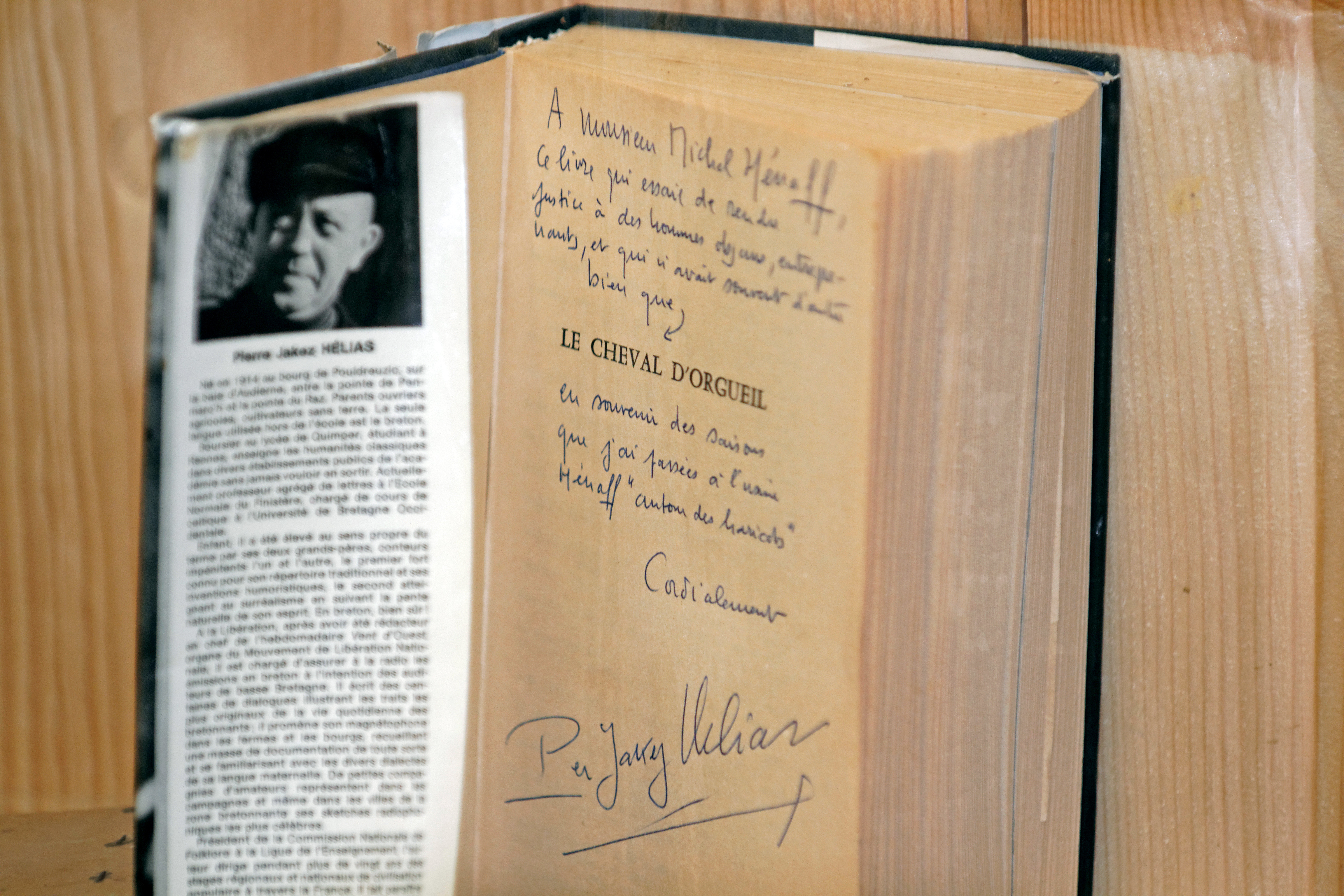
Le Cheval d'orgueil, dédicacé pour le directeur de la société Jean Hénaff.

La production littéraire de Pierre-Jakez Hélias fut d’abord théâtrale jusqu’aux années 1960 (farces radiophoniques dans l’après guerre ; pièces symbolistes fondées sur de légendaires figures bigoudènes, comme Planedenn Gralon meur—Le jeu de Gradlon, 1950 ; pièces véristes situées dans le quotidien paysan comme Ar Mevel bras—Le Grand Valet, 1960). Puis Pierre-Jakez Hélias publia des œuvres poétiques jusqu’aux années 1980 (Maner kuz—Manoir secret, 1964 ; Ar Mên du—La Pierre noire, 1974 ; An Tremen-buhez—Le Passe-vie, 1979, etc.). Parallèlement à ces œuvres théâtrales puis poétiques, il publia des chroniques ethnographiques, dont le fameux Cheval d’Orgueil qui le rendit illustre en 1975.
C'est à la fin de sa vie que Pierre-Jakez Hélias a publié cinq romans : L’Herbe d’or en 1982, La Colline des solitudes en 1984, Vent de soleil en 1988, La Nuit singulière en 1990, et enfin Le Diable à quatre en 1993.

## Publications

### Livres

#### En breton
- Biskoaz kemend-all, 1947
- Eun ano braz, 1953
- War eun dachenn foball, 1955
- Mojennou Breiz I, 1957
- Tan ha ludu[33], 1957
- Eun den maro ha ne goll ket e benn, 1958
- Mojennou Breiz II, 1959
- Mevel ar Gosker, 1959
- Kanadenn Penn ar Bed, 1959
- Peziou-c'hoari Jakez Krohen, 1977 (réédition 1980)
- Penaoz e teuas eur Breizad da veza roue Bro-Zaoz, Armor-éditeur (Rennes), 1977 (traduit du français : Comment un Breton devint roi d'Angleterre, 1976)
- Piou e-neus lazet an hini koz ?, 1981
- Marh al lorh, 1986
- Bugale Berlobi I - Brud an Dreued, 1987
- Bugale Berlobi II - Marvaillou da veva en ho sav, 1988
- Katrina Lenn-zu, 1993
- Ruz-kov ar foeterez-vro, 1996

#### Bilingues

##### Poésie
- Maner kuz/Manoir secret, André Silvaire, 1964 Prix Bretagne 1964
- Ar mên du/La pierre noire, Emgleo Breiz (Brest), 1974
- An tremen-buhez/Le passe-vie, Emgleo Breiz, 1979
- Amsked Pobl an noz/Clair-obscur Le peuple de la nuit, Emgleo Breiz, 1990
- D'un autre monde/A-berz eur bed all L'œuvre poétique complet de Pierre-Jakez Hélias, Éditions Ouest-France, 1991, 542 p. [ (ISBN 2-7373-0936-0)]; rééd. Limoges, éd. Lambert-Lucas, 2012.

##### Contes
- Marvaillou ar votez-tan/Contes bretons du sabot à feu, 1961
- Divizou eun amzer gollet/Devis d'un temps perdu, 1966

##### Théâtre
- Le Grand Valet
- La Femme de paille
- Le Tracteur
- L'Autre
- Les Fous de la mer
- Le Renard et sa peau
- La Nuit était blanche
- An Isild a-heul/Yseult seconde, Emgleo Breiz, 1969
- Ar roue Kado/Le Roi Kado, 1960
- Planedenn Gralon meur/Le Jeu de Gradlon, 1950

#### En français

##### Images de la Bretagne (Éditions Jos Le Doaré, Châteaulin)
- Danses de Bretagne, Éditions Jos Le Doaré, coll. « Images de Bretagne », 1955, 36 p., ph. NB
- Contes bretons du pays bigouden, Éditions Jos Le Doaré, 1967, 36p., 1967
- Bretagne aux légendes I. La mer, Éditions Jos Le Doaré, coll. « Images de Bretagne », 1967
- Tradition bretonne : le savoir-vivre, Éditions Jos Le Doaré, coll. « Images de Bretagne », 1969
- Costumes de Bretagne, 1969
- Tradition bretonne : logis et ménages, 1975
- Quimper en Cornouaille, Éditions Jos Le Doaré, 1980 (texte de P.-J. Hélias, photographies de Dominique Le Doaré)
- Images de Bretagne, Éditions Jos Le Doaré, 1984 (nouvelle édition)

##### Ethnographie bretonne
- Le Cheval d'orgueil : Mémoires d'un Breton du pays bigouden, Plon, coll. « Terre humaine », 1975.
- Les autres et les miens, Plon, 1977 (Presses-Pocket, 1979)[34]
- Lettres de Bretagne Langues, culture et civilisations bretonnes, Galilée, 1978 [ (ISBN 2-7186-0105-1)]
- Au pays du Cheval d'orgueil, Plon, 1980 [ (ISBN 2-259-00674-4)] (texte de P.-J. Hélias, photographies d'Édouard Boubat)
- Le Quêteur de mémoire Quarante ans de recherche sur les mythes et la civilisation bretonne, Plon, 1990 (ISBN 2-259-02017-8).
- Un pays à deux langues, Brud Nevez (Brest), coll. « Leoriou bihan », 2000 (textes inédits, édition de Fanch Broudic)

##### Divers
- Lisbonne, Autrement, coll. « L'Europe des villes rêvées », 1986 [ (ISBN 2-86260-181-0)]
- Le Piéton de Quimper, Éditions de Fallois, 1994 [ (ISBN 2-87706-205-8)]

##### Fiction
- Contes du sabot à feu, Éditions Jos Le Doaré, 1961
- Comme on connaît ses saints, Ar Pilhaouer, 1962
- Contes du pays bigouden, Éditions Jos Le Doaré, 1967
- Contes bretons de la Chantepleure, Éditions Jos Le Doaré, 1971
- Comment un Breton devint roi d'Angleterre, Éditions G.P., 1976 (livre écrit pour son petit-fils Malo)
- Jean qui parlait aux pierres , 1977
- Le Grand Valet, La Femme de paille, Le Tracteur - Théâtre I
- La Sagesse de la terre, 1980
- L'Esprit du rivage, 1981
- L'Herbe d'or, 1982
- La Colline des solitudes, 1984
- Les Contes du vrai et du semblant, 1984
- Vent de soleil, 1988
- Midi à ma porte, 1988
- La Nuit singulière, 1990
- Le Diable à quatre, 1993
- Comment le renard Poil-Roux fut battu à la course par Ventre-à-Terre, l'escargot, 1994
- Ventre-à-Terre, l'aventurier, éditions Coop Breizh, 1996, écrit pour son petit-fils Elvin

### Direction d'ouvrages
- Dictionnaire breton : breton-français, français-breton, Garnier, 1986  (ISBN 2-7370-0253-2)

### Collaborations
- Gant ar mareoù-bloaz / Au fil des saisons, bilingue, 1995
- La côte Recueil de chants celtiques, 1983
- Lod all a varv… / D'autres meurent, bilingue, 2001
- Magies de la Bretagne
- Antoine Sylvère, Toinou Le cri d'un enfant auvergnat (pays d'Ambert), préface, Plon, coll. Terre humaine

### Chroniques
- Biskoaz kemend-all ! (tomes 1 à 10), en breton.

### Préfaces
- Jeanne Bluteau, Petite Navigation celtique, préface de Pierre Jakez Hélias, illustrations de Robert Bluteau, éditions Le Signor, Guilvinec, 1979, 109 p.
- Youenn Drezen, Notre-Dame Bigoudenn, Denoël, 1977.
- Youenn Drezen, Skol louarn Veig Trebern, tome 1, Préface de Pierre-Jakez Hélias, éd. Al Liamm, Brest, 1972.
- Antoine Sylvère,Toinou, le cri d'un enfant Auvergnat, Plon, coll. Terres Humaines, 1980.

## Archives

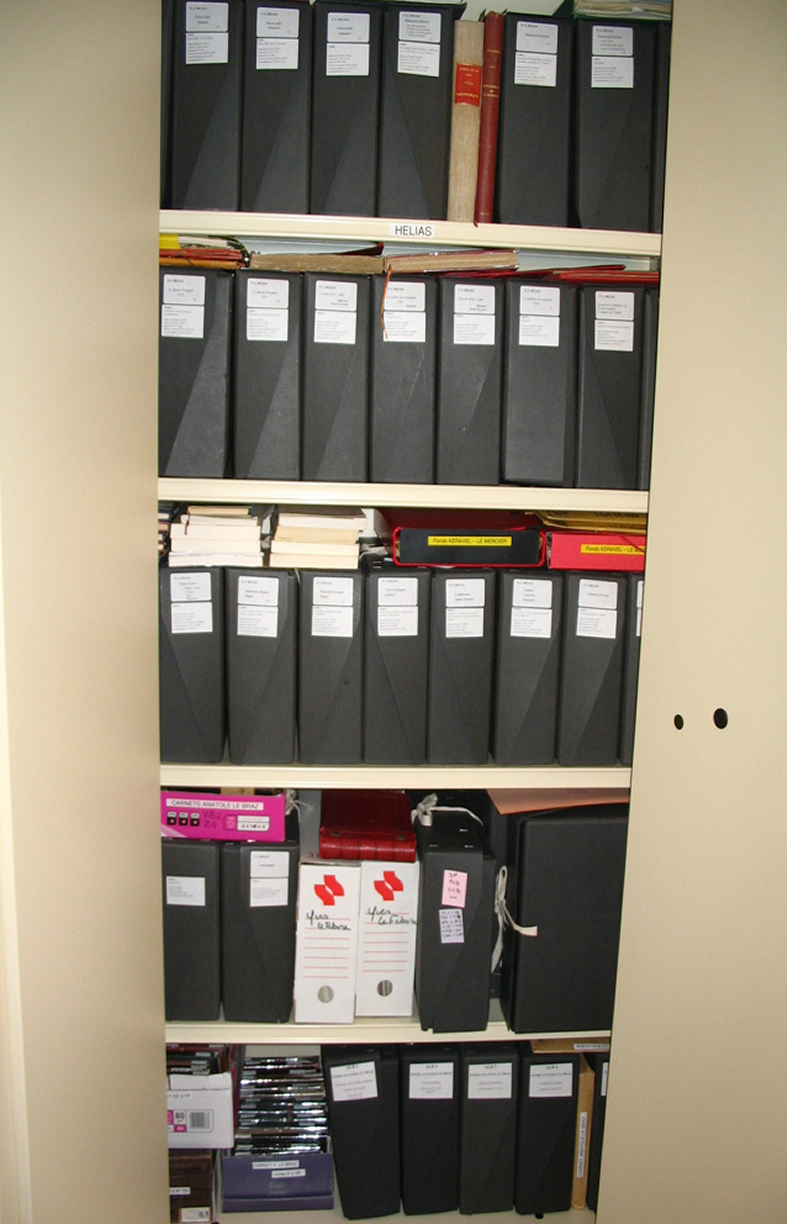
Fonds Pierre-Jakez Hélias à l'université de Bretagne-occidentale de Brest.

- Un Fonds Pierre-Jakez Hélias[35] a été déposé en 1996 à la bibliothèque Yves-Le-Gallo[36] du Centre de recherche bretonne et celtique (CRBC) de l'université de Bretagne occidentale de Brest. Il s’agit d'une bibliothèque de plus de 860 ouvrages en breton ou sur la Bretagne[35]. Dans le même temps, les archives de Pierre-Jakez Hélias ont été déposées et aujourd’hui conservées dans 48 boîtes. Ce fonds d’archives couvrant l’ensemble de la carrière littéraire de l’auteur est composé de plus de 4 000 documents : ses manuscrits, ses tapuscrits, sa correspondance, des photographies, etc.[37]. En juillet 2014, ce sont 45 boîtes d'archives qui ont été déposées par la famille de Pierre-Jakez Hélias. Elles sont en cours d'inventaire.